# Bistum Garanhuns
Das Bistum Garanhuns (lateinisch Dioecesis Garanhunensis, portugiesisch Diocese de Garanhuns) ist eine in Brasilien gelegene römisch-katholische Diözese mit Sitz in Garanhuns im Bundesstaat Pernambuco.

## Geschichte

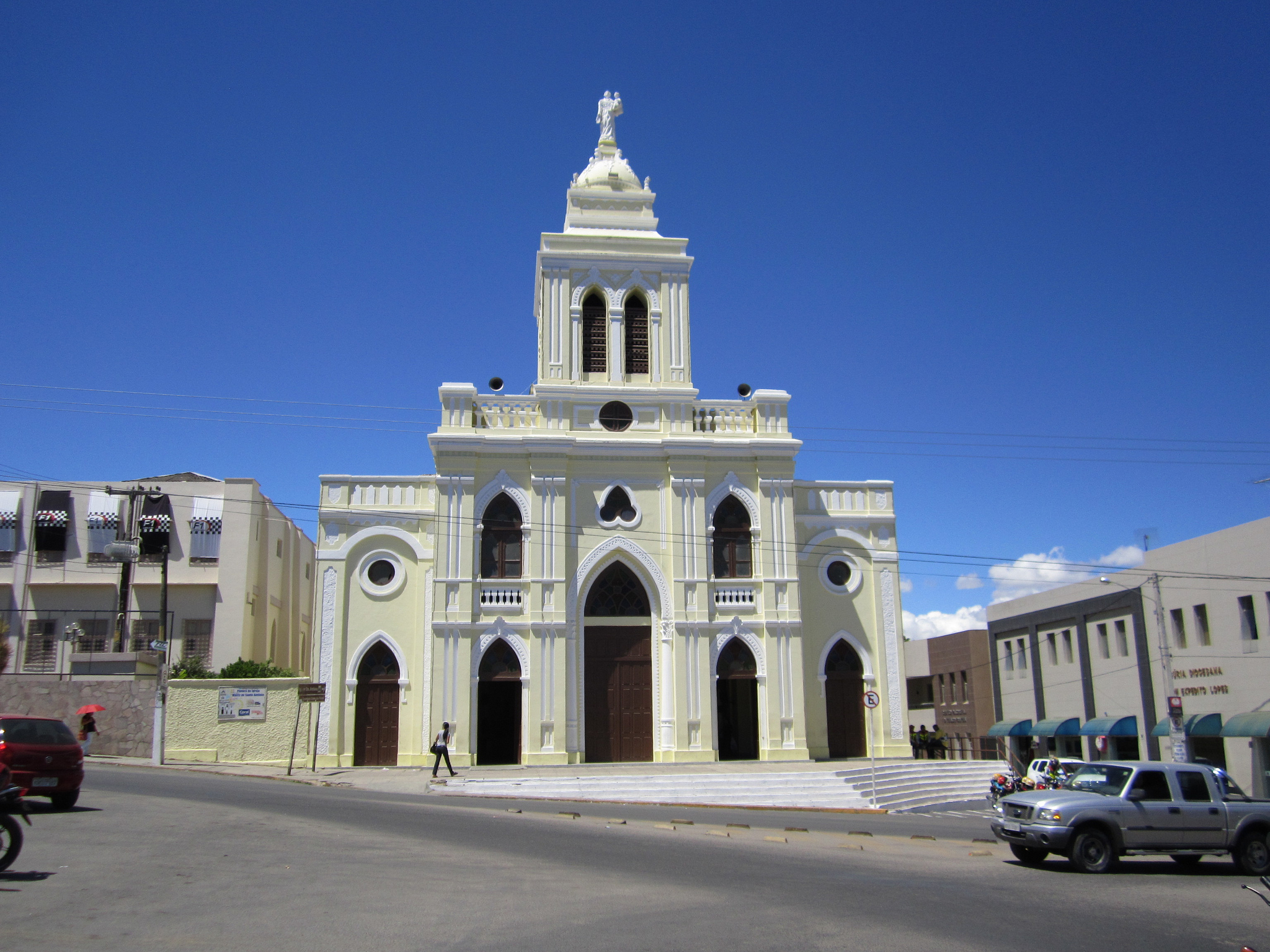
Kathedrale Santo Antônio in Garanhuns

Das Bistum Garanhuns wurde am 2. August 1918 durch Papst Benedikt XV. aus Gebietsabtretungen des Erzbistums Olinda e Recife errichtet und diesem als Suffraganbistum unterstellt. Am 13. Januar 1962 gab das Bistum Garanhuns Teile seines Territoriums zur Gründung des Bistums Palmares ab.

## Bischöfe von Garanhuns
- João Tavares de Moura, 1919–1928
- Manoel Antônio de Paiva, 1929–1937
- Mário de Miranda Vilas-Boas, 1938–1944, dann Erzbischof von Belém do Pará
- Juvéncio de Brito, 1945–1954
- Francisco Expedito Lopes, 1954–1957
- José Adelino Dantas, 1958–1967, dann Bischof von Ruy Barbosa
- Milton Corrêa Pereira, 1967–1973, dann Koadjutorerzbischof von Manaus
- Tiago Postma, 1974–1995
- Irineu Roque Scherer, 1998–2007, dann Bischof von Joinville
- Fernando José Monteiro Guimarães CSsR, 2008–2014, dann Militärerzbischof von Brasilien
- Paulo Jackson Nóbrega de Sousa, 2015–2023, dann Erzbischof von Olinda e Recife
- Agnaldo Temóteo da Silveira, seit 2024